# 9月12日
9月12日是阳历年的第255天（闰年是256天），离一年的结束还有110天。
在英國和北美十三州，因1752年將曆法從儒略曆轉換至格里曆，故該年沒有9月12日。

## 大事记

### 19世紀以前
- 前490年：由雅典、斯巴達等城邦組成的希臘聯軍在馬拉松戰役中擊敗嘗試入侵希臘的波斯帝國。
- 1213年：西蒙·德孟福尔领导的法军对佩德罗二世领导的联军取得了决定性的胜利，法国取得对朗格多克地区的控制。
- 1229年：阿拉贡国王海梅一世率军登陆马略卡，开始对巴利阿里群岛的征服。
- 1683年：揚三世領導的波蘭立陶宛與哈布斯堡王朝結盟，共同在維也納之戰擊敗鄂圖曼帝國。
- 1745年：瑞典東印度公司商船哥德堡號在哥德堡外海沉沒。

### 19世紀
- 1801年：俄国沙皇亚历山大一世宣布吞并格鲁吉亚，格鲁吉亚承认俄国的决定，拒绝接受波斯传统的保护。
- 1838年：林则徐上奏道光帝要求重治吸食鸦片者及广州鸦片贸易。并在两月后任钦差大臣前往广州查禁鸦片（清宣宗道光十八年七月二十四日）
- 1846年：英國詩人羅勃特·白朗寧和伊莉莎白·巴雷特·白朗寧在移居義大利之前，為了避開家人的反對而秘密結婚。
- 1848年：在歐洲各地發起武裝革命之際，瑞士通過《瑞士聯邦憲法》而成為聯邦制國家。
- 1890年：哈拉雷建城。

### 20世紀
- 1910年：奧地利作曲家古斯塔夫·馬勒的《第8號交響曲》首次演出，為規模最大的古典音樂曲目之一。
- 1913年：革命军熊克武放弃重庆，“二次革命”失败。
- 1914年：約瑟夫·霞飛領導的法軍在第一次馬恩河戰役中擊敗了德意志第二帝國的軍隊，迫使施里芬計劃破產。
- 1917年：俄罗斯二月革命临时政府粉碎科尔尼洛夫叛乱。
- 1919年：意大利民族主义者加布里埃勒·邓南遮组织志愿军攻占南斯拉夫港口城市阜姆，建立阜姆共和国（英语：Italian Regency of Carnaro#Impresa di Fiume）。
- 1919年：阿道夫·希特勒加入德国工人党。
- 1921年：瑞典議會下議院舉行首次普選，男女皆有選舉權。
- 1933年：美籍匈牙利物理學家利奧·西拉德在倫敦布魯姆斯伯里等紅綠燈時，萌生了核連鎖反應的想法。
- 1935年：中共在四川北部的俄界（今甘南迭部县）召开中央政治局扩大会议（俄界会议），会议通过了《关于张国焘同志的错误的决定》，会议决定将第一、第三军团改组成中国工农红军陕甘支队，由彭德怀任总司令，毛泽东任政委，继续北上。
- 1940年：法国四名少年在多尔多涅省韦泽尔峡谷中发现距今17,300年的拉斯科洞窟壁画。
- 1943年：第二次世界大战：奧托·斯科爾茲內率领的德国特种部队发动橡树行动解救出被软禁在意大利大萨索山的贝尼托·墨索里尼，並在意大利北部建立傀儡政权。
- 1944年：第二次世界大战：罗马尼亚与盟国在莫斯科签订和约，赔偿苏联三亿美元战费并转而向德国开战。
- 1944年：美军开始夺取由德军控制的法国大西洋海港。
- 1947年：美国演员工会举行反共主義宣誓。
- 1948年：東北人民解放軍向駐守在遼寧省各地的中華民國國軍發起大規模攻勢，遼西會戰爆發。
- 1948年：印度军队进入海德拉巴土邦，造成约4万名海德拉巴穆斯林被士兵和印度教教徒杀害 。
- 1951年：《毛泽东选集》第一卷出版。
- 1956年：中共中央和国务院发出《关于加强农业生产合作社的生产领导和组织建设的指示》。
- 1957年：中共中央发出《关于在企业中进行整风和社会主义教育运动的指示》。
- 1961年：土耳其前总理阿德南·曼德列斯被判有践踏土耳其宪法罪，并遭处决。
- 1968年：阿爾巴尼亞社會主義人民共和國宣布正式退出华沙条约组织。
- 1970年：巴勒斯坦解放組織在約旦安曼一機場炸毀三架飛機。
- 1974年：埃塞俄比亚少壮派军官发动军事政变，皇帝海尔·塞拉西一世被迫宣布退位。
- 1977年：香港旺角地下鐵路地盤下陷。
- 1977年：南非反种族隔离运动领袖史蒂夫·比科在被警察拘留期间受暴力致死。
- 1977年：中华民国政府公告中止《戡乱时期截断匪区海上交通办法》，法理上终止关闭政策，结束对台湾海峡的封锁。此前5月，中华人民共和国船只在台湾海峡复航，事实上已突破中华民国的封锁。
- 1989年：波兰团结工会组阁。
- 1990年：东德、西德以及苏联、英国、法国和美国四强在莫斯科簽署《最終解決德國問題條約》，为兩德統一扫清障碍。
- 1990年：兩岸紅十字會簽訂《金門協議》，解決遣返偷渡者、刑事犯及刑事嫌疑犯問題，避免月前台方用大陸漁船「原船遣返」方式遣返偷渡者所引致的「閩平漁事件」兩宗慘劇重演。此為兩岸民間團體簽訂的第一個協議。
- 1992年：秘鲁毛派反政府组织光辉道路领导人古斯曼在利马被逮捕。
- 1995年：玻利維亞加入世界貿易組織。
- 1995年：颶風伊斯梅爾在墨西哥西南海岸附近形成，繼而造成該國100多人死亡。
- 1996年：北京外国语大学海外汉学研究中心在北京成立。
- 1997年：中国宣布再裁军50万。
- 1997年：中共十五大在北京召开。

### 21世紀
- 2003年：联合国宣布解除对利比亚的经济制裁。
- 2005年：於新界大嶼山開幕的香港迪士尼樂園成為第五座以神奇王國為主題的迪士尼主題樂園。
- 2005年：eBay决定以13亿美元现金加13亿美元股权再加有条件的未来15亿美元方式收购Skype。
- 2005年：金山公司正式发布WPS Office 2005。
- 2005年：以色列完成从加沙地带的撤军工作。
- 2007年：安倍晉三以身體不適為由，宣布同時辭去日本首相以及自由民主黨總裁。
- 2007年：菲律宾前总统约瑟夫·埃斯特拉达，被菲律賓反貪法庭以侵吞國家財產罪判處終身監禁。
- 2010年：兩岸經濟合作協議生效。
- 2011年：中华人民共和国宣布承认利比亚全国过渡委员会为利比亚执政当局和利比亚人民的代表。
- 2012年：於剛果民主共和國中部洛馬米盆地（英语：Tshuapa–Lomami–Lualaba Conservation Landscape）生長的洛馬米長尾猴確認為新物種，學名為「Cercopithecus lomamiensis」
- 2013年：威爾斯教會監督組織同意女主教得以參與關於協調之討論。
- 2013年：美國國家航空暨太空總署宣布太空探測器航海家1號已經離開了太陽系，成為第一顆進入星際物質的人造物體。
- 2016年：大韓民國慶尚北道慶州市附近發生有記錄以來朝鮮半島最強烈地震，無人死亡；韓國氣象廳表示震級為芮氏5.8級，美國地質勘探局表示為芮氏5.4級。
- 2020年：伊朗政府在西菈子秘密處決曾於2018年參與2017－2018年伊朗示威活動的摔角手納維德·阿夫卡里。
- 2021年：澳門在部分民主派人士撤銷參選資格下舉行2021年立法會選舉，選舉投票率是澳門回歸以來歷史最低。
- 2024年：載著北極星黎明人員的獵鷹9號運載火箭發射升空，打破私人載人飛行任務最遠紀錄，並進行人類首次私人太空行走。

## 出生
- 1492年：洛伦佐二世·德·美第奇，佛羅倫斯實際統治者、烏爾比諾公爵（1519年逝世）
- 1494年：法蘭索瓦一世，法蘭西國王（1547年逝世）
- 1736年：辛標信，緬甸貢榜王朝第三代國王（1776年逝世）
- 1818年：理查·加特林，美國發明家1903年逝世）
- 1837年：路德维希四世，黑森第四任大公（1892年逝世）
- 1842年：威廉·韋斯特費爾德，德裔美國麵包師（1895年逝世）
- 1844年：吳昌碩，中國畫家（1927年逝世）
- 1852年：H·H·阿斯奎斯，英國自由黨政治家，第一代牛津、阿斯奎斯伯爵（1928年逝世）
- 1868年：野呂寧，日本地圖測繪技師、登山家（1931年逝世）
- 1868年：金躍淵，朝鮮獨立運動家、教育家、牧師（1942年逝世）
- 1875年：尾上松之助，日本首位電影巨星（1926年逝世）
- 1887年：錢玄同，中國新文化運動代表（1939年逝世）
- 1895年：岩崎瀧三，日本企業家，被譽為「食品模型之父」（1965年逝世）
- 1897年：伊倫·約里奧-居里，法國原子物理學家，1935年諾貝爾化學獎得主（1956年逝世）
- 1902年：儒塞利諾·庫比契克，捷克裔巴西總統（1976年逝世）
- 1904年：哈康·巴爾斯塔，挪威公務員，曾任斯瓦爾巴總督（1964年逝世）
- 1905年：雷潔瓊，中國社會學家、法學家、社會活動家、教育家（2011年逝世）
- 1908年：葉秋木，臺灣政治人物，二二八事件受難者（1947年逝世）
- 1913年：杰西·歐文斯，美國非洲裔田徑運動員、民權運動領袖，現代奧運史上最偉大運動員之一（1980年逝世）
- 1914年：戴斯蒙·李維林，威爾斯籍英國演員（1999年逝世）
- 1917年：韩素音，中國籍亞歐混血女作家（2012年逝世）
- 1919年：楊苡，中國翻譯家、作家（2023年逝世）
- 1921年：舒巷城，香港作家（1999年逝世）
- 1921年：史坦尼斯勞·萊姆，波蘭哲学家、科幻小說作家（2006年逝世）
- 1926年：约瑟夫·牛顿·钱德勒三世，美国退休职员，著名的身份盗窃者，真实身份为罗伯特·伊万·尼科尔斯（2002年逝世）
- 1931年：伊恩·荷姆，英國演員（2020年逝世）
- 1940年：艾爾文·索伯，美國計算機科學家
- 1943年：麥可·翁達傑，斯里蘭卡裔加拿大小說家、詩人，以《英倫情人》聞名
- 1944年：劉千石，香港政界人物，香港立法會議員
- 1947年：鄭南榕，臺灣政治評論員、人權活動家，被人尊稱為「臺灣建國烈士」（1989年逝世）
- 1949年：黃定光，香港政界人物，香港立法會議員
- 1951年：伯蒂·埃亨，愛爾蘭政治人物，第10任愛爾蘭總理
- 1952年：尼爾·佩爾特，加拿大匆促樂團鼓手、主要填詞人（2020年逝世）
- 1952年：堀之紀，日本男性聲優
- 1956年：張國榮，香港歌手、演員（2003年逝世）
- 1957年：戶田惠子，日本女演員、聲優
- 1957年：漢斯·季默，德國作曲家
- 1957年：揚·埃格蘭，挪威外交官、政治學家、人道主義領袖
- 1958年：花田光，日本男性聲優
- 1961年：米蓮·法莫，法國歌曲創作者、歌手
- 1967年：路易·C·K，美國影視製作人、導演、編劇、剪輯、單口喜劇演員
- 1968年：徐蕙儀，香港女主播
- 1969年：葉全真，台灣女演員
- 1973年：保羅·沃克，美國演員（2013年逝世）
- 1973年：中條比紗也，日本漫畫家（2023年逝世）
- 1974年：鈴村健一，日本男性聲優
- 1974年：紐奴·華倫迪，葡萄牙足球運動員
- 1977年：雙鏈大師，美國饒舌歌手、媒體人
- 1979年：增田裕生，日本男性聲優
- 1980年：姚明，中國籃球運動員
- 1980年：劉世允，韓國藝人、歌手、主持
- 1980年：澤野弘之，日本作曲家
- 1981年：珍妮佛·哈德遜，美國演員
- 1982年：尾崎彰子，日本寫真偶像
- 1983年：周奕瑋，香港演員、主持人
- 1983年：特雷·霍靈斯沃斯，美國政治人物，前任印第安那州聯邦眾議員
- 1985年：李小萌，中國女演員
- 1986年：楊幂，中國女演員
- 1986年：戴祖雄，馬來西亞演員、模特兒、主持人
- 1986年：長友佑都，日本足球運動員
- 1986年：乔安妮·杰克遜，英國女子游泳運動員
- 1986年：艾美·羅森，美國演員
- 1987年：安娜·雅高冼思嘉，波蘭超級名模
- 1988年：周揚青，中國網紅、服裝設計師、商人
- 1989年：弗萊迪·弗里曼，美國職業棒球運動員
- 1990年：熊仔，台灣饒舌歌手
- 1990年：金玟瑩，韓國女子偶像團體Brave Girls成員
- 1991年：何佩珉，香港女藝員
- 1991年：斯科特·伍頓，英格蘭足球運動員
- 1991年：托馬斯·穆尼爾，比利時足球運動員
- 1994年：金南俊，韓國男子偶像團體防彈少年團隊長
- 1994年：伊莉娜·斯維托莉娜，烏克蘭職業網球女運動員
- 1995年：拉斐爾·德瓦梅納，迦納職業足球運動員（2023年逝世）
- 1995年：瑞恩·波特，美國男演員
- 1996年：李燦赫，韓國創作兄妹團體樂童音樂家成員
- 1996年：科林·福特，美國男演員
- 1996年：约书亚·切普特盖，烏干達男子田徑運動員
- 1997年：徐藝洋，中國女歌手、演員
- 1997年：武內駿輔，日本男性聲優
- 1997年：中島由貴，日本女性聲優、歌手
- 1997年：席德妮·史威尼，美國女演員
- 1999年：任胤蓬，中國男藝人，銀河系樂團大提琴手
- 2000年：許嘉維，台灣男子田徑運動員
- 2001年：田中美久，日本女子偶像團體HKT48成員
- 2006年：費利克斯·勒布倫，法國男子乒乓球運動員
- 生年不詳：山田奈都美，日本女性聲優
- 生年不詳：和久野愛佳，日本女性聲優

## 逝世
- 1185年：安德洛尼卡一世，拜占庭皇帝（約1118年出生）
- 1213年：佩德羅二世，亞拉岡國王（1178年出生）
- 1264年：北條長時，日本鎌倉時代武將（1230年出生）
- 1362年：教宗依諾增爵六世，羅馬主教（1282年出生）
- 1679年：毛利就隆，日本江戶時代大名（1602年出生）
- 1683年：阿方索六世，葡萄牙國王（1643年出生）
- 1691年：約翰·格奧爾格三世，薩克森選帝侯（1647年出生）
- 1733年：弗朗索瓦·库普兰，法國作曲家（1668年出生）
- 1764年：让-菲利普·拉莫，法國作曲家、音樂理論家（1683年出生）
- 1802年（儒略曆）：亞歷山大·尼古拉耶維奇·拉季舍夫，俄国哲学家、经济学家与作家，启蒙主义学者（1749年出生）
- 1819年：格布哈德·列博莱希特·冯·布吕歇尔，普鲁士元帅（1742年出生）
- 1831年：十返舍一九，日本江戶時代作家、浮世繪師（1765年出生）
- 1854年：夏爾-弗朗索瓦·布里索·德米爾貝爾，法國植物學家、政治人物（1776年出生）
- 1860年：威廉·沃克，美國醫師、律師、記者、僱傭兵，曾組織私營軍事，意圖佔領中美洲國家（1824年出生）
- 1906年：恩納斯托·切薩羅，義大利數學家（1859年出生）
- 1912年：亨利-亞歷山大·當洛斯，法國醫生、皮膚病學家（1844年出生）
- 1940年：钟观光，中国植物学家（1868年出生）
- 1945年：杉山元，日本陸軍大將（1880年出生）
- 1947年：續範亭，中國將領（1893年出生）
- 1968年：张际春，中共中央委员、国务院文教办公室主任（1900年出生）
- 1975年：俞启葆，中国农学家，棉花专家（1910年出生）
- 1977年：史蒂夫·比科，南非反種族隔離制度運動家，創立黑人覺醒運動（1946年出生）
- 1981年：埃烏傑尼奧·蒙塔萊，意大利詩人，1975年諾貝爾文學獎得主（1896年出生）
- 1986年：王葆仁，中国高分子化学家（1907年出生）
- 1988年：曾楚霖，香港演員（1921年出生）
- 1996年：埃內斯托·蓋澤爾，巴西總統（1907年出生）
- 2003年：尊尼·卡殊，美國歌手（1932年出生）
- 2005年：塞爾日·蘭，法裔美國數學家（1927年出生）
- 2010年：鹽屋賢一，日本眼伴協會創辦人，有「日本導盲犬之父」之稱[1][2]（1921年出生）
- 2012年：陶大偉，台灣藝人，知名歌手陶喆的父親（1942年出生）
- 2013年：雷·杜比，美國音頻工程師，杜比實驗室的創始人、榮譽董事（1933年出生）
- 2014年：曹永和，臺灣歷史學者[3]。（1920年出生）
- 2014年：伊恩·佩斯利，北愛爾蘭民主統一黨政治家[4]。（1926年出生）
- 2017年：艾迪絲·溫莎，美國LGBT權益活動家（1929年出生）
- 2023年：達米安·埃文斯，澳大利亞-加拿大考古學家（生年不詳）
- 2024年：西塔拉姆·亞秋里，印度政治人物（1952年出生）

## 節假日和習俗
- 正教：聖亞歷山大·涅夫斯基日
- ：國慶日